# روبن گارسیا (بازیکن فوتبال، زاده ۱۹۸۰)
روبن گارسیا (انگلیسی: Rubén García؛ زادهٔ ۱۴ ژوئیهٔ ۱۹۸۰) بازیکن فوتبال اهل اسپانیا است.